# De heks Holika

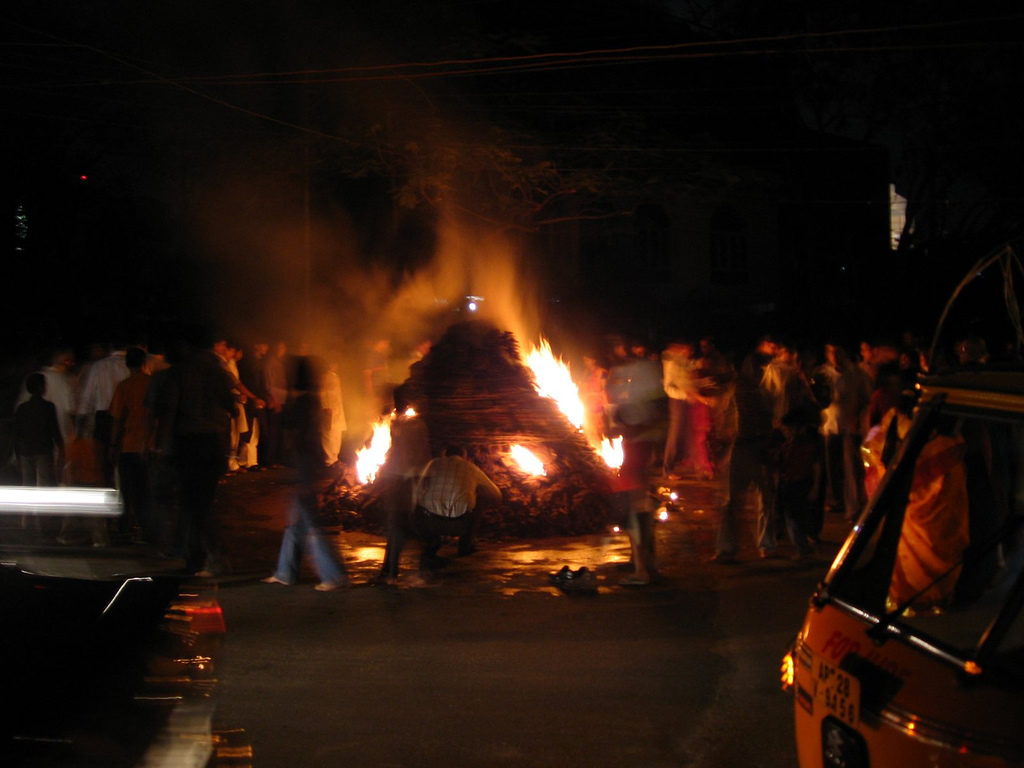
Het vreugdevuur

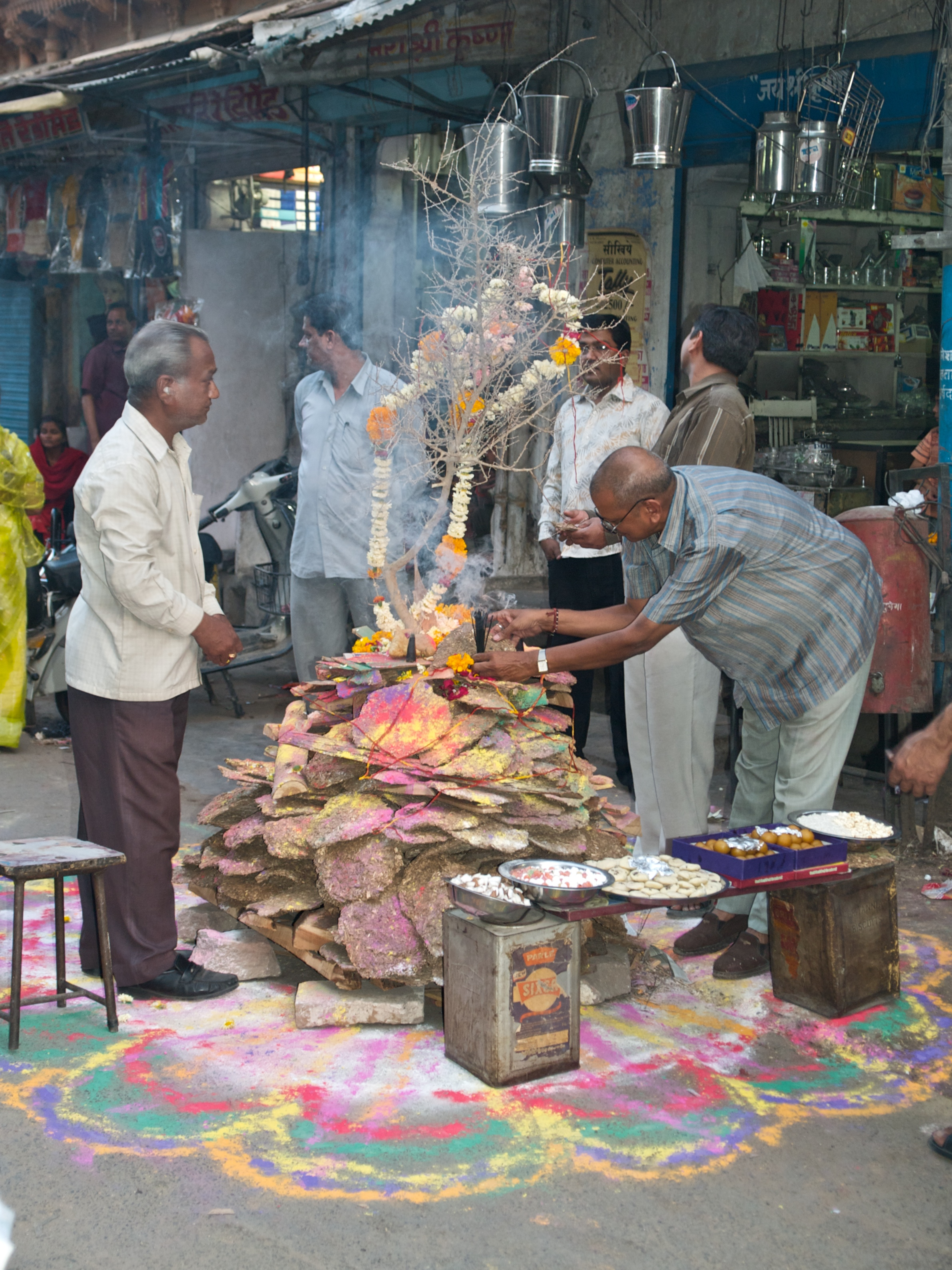
Voorbereidingen voor het vreugdevuur Holika Dahan

De heks Holika is een volksverhaal uit India.

## Het verhaal
De asceet Harnakas woont in een hutje in het bos, hij mediteert de hele dag en is een volgeling van Shiva. Een mierenkolonie bouwt een nest om hem heen, er is niks meer van de asceet te zien. Shiva is onder de indruk van de toewijding en gooit een kan water over de mierenhoop. Harnakas ontwaakt en maakt een diepe buiging. Als dank voor zijn toewijding mag de asceet twee wensen doen. Harnakas wil de machtigste heerser van de aarde zijn die als een god aanbeden wordt en geen god, mens of dier mag hem ooit doden. De heks Holika is zijn vurigste aanbidder, maar zijn zoon Prahlaad moet niks van de waanzin van zijn vader hebben. Prahlaad blijft Vishnu aanbidden.
Harnakas vraagt zijn zoon waarom hij weigert de absolute heerser op aarde te aanbidden. Prahlaad zegt dat de mensen hem alleen verafgoden omdat ze bang zijn, Harnakas schenkt alleen angst. Vishnu schenkt vertrouwen, hij is de weg naar het ware geluk. Harnakas laat zijn lijfwachten doden, maar de wonden van de zwaarden helen meteen. Dan laat Harnakas zijn zoon binden en in een kuil met giftige slangen gooien. Maar de tanden van de slangen breken af. Prahlaad wordt van de hoogste toren van het paleis gegooid en hij staat ongedeerd op.
Harnakas laat Holika op een brandstapel plaatsnemen, ze moet Prahlaad op haar schoot houden. Door de toverkracht zal haar niks overkomen. Als het vuur gedoofd is, blijkt Prahlaad ongedeerd. Holika is verdwenen, er ligt alleen nog as. Er springt een gestalte uit de pilaren van het paleis, half mens en half leeuw. Vishnu heeft nu niet de vorm van een god, dier of mens en hij slaat Harnakas tegen de grond. Het lichaam blijft ontzield liggen.

## Achtergronden
- Het verhaal is een volksverhaal uit Noord-India. Varianten zijn te vinden in verschillende Purana's. Holika komt daar niet in voor, Harnakas heet Hiranyaksipu.